# 头道松花江
头道松花江，简称头道江，位于中华人民共和国吉林省东部，是松花江上游（曾一度称“第二松花江”）上段二道松花江左岸支流，《奉天通志》载：“因自内地东行，先渡本流，次渡松花江干流，遂名此为头道松花江，彼为二道松花江。”

## 干流概况
头道松花江发源于吉林省抚松县东南部望天鹅峰东北麓，蜿蜒西北流经漫江镇，此段也称漫江，至仙人桥镇汤河村起成为抚松、靖宇两县界河，经抚松县城抚松镇，在抚松镇下游1km处漫江与松江河汇流后始称头道松花江。再流经抽水乡、兴参镇，靖宇县花园口镇、三道湖镇、赤松乡、那尔轰镇，最后于抚松县、靖宇县与桦甸市交界处汇入白山水库。河长224.9公里，流域面积7927平方公里，河道平均比降6.9‰，天然落差1096米。年均径流量39.25亿立方米。水能资源丰富，干流理论蕴藏量230.1兆瓦，流域水能资源11.0亿kWh。

## 流域概况
头道松花江源区高山幽谷，清流潺潺，林木茂密，气温寒凉湿润，保存有大片的以红松、白桦为主的原始森林。上游地处长白山自然保护区，动植物资源丰富。中游两岸多是陡峭石壁，气候温和，四季分明。下游抚松县境内建有亚洲最大的人参种植园，还有中国最大的人参集散地－长白山万良人参市场。
头道松花江是吉林省内水能资源梯级开发条件十分优越的河流，截止2002年流域内已建成水电站21座，装机容量570兆瓦。